# 玉山毛管蚜
玉山毛管蚜（学名：Mollitrichosiphum (Metatrichosiphum）为毛管蚜科後毛管蚜屬下的一个种。